# Euphrosinidae
Famille
Les Euphrosinidae sont une famille de polychètes marins de l'ordre des Amphinomida.

## Liste des genres
Selon World Register of Marine Species (2 janvier 2019) :
- genre Euphrosine Lamarck, 1818
- genre Euphrosinella Detinova, 1985
- genre Euphrosinopsis Kudenov, 1993
- genre Palmyreuphrosyne Fauvel, 1913

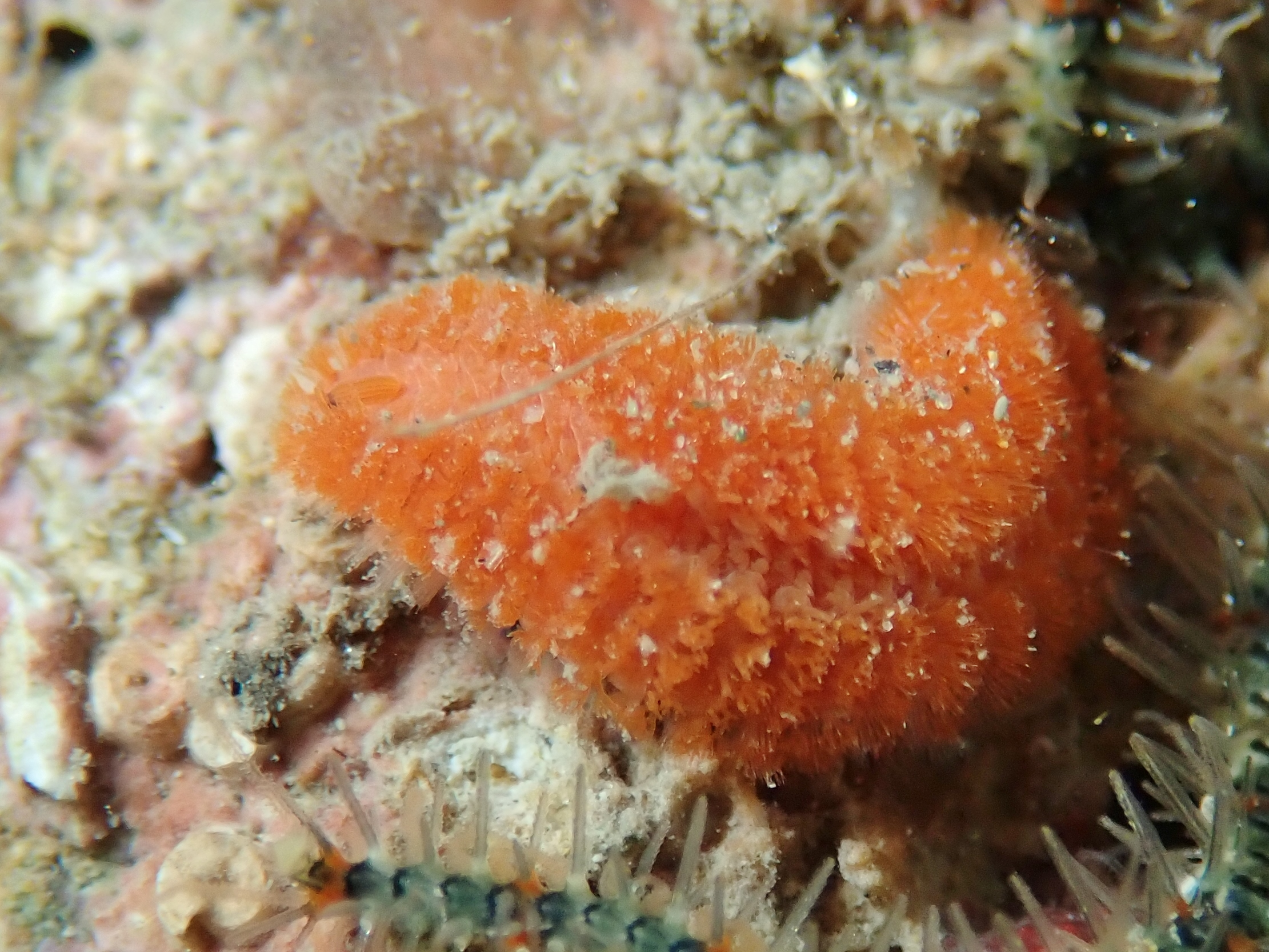
Euphrosine foliosa

## Publication originale
- Williams, 1852 : Report on the British Annelida. Report of the British Association for the Advancement of Science, vol. 1851, pp. 159-272 (texte intégral) (en).